# 시테섬

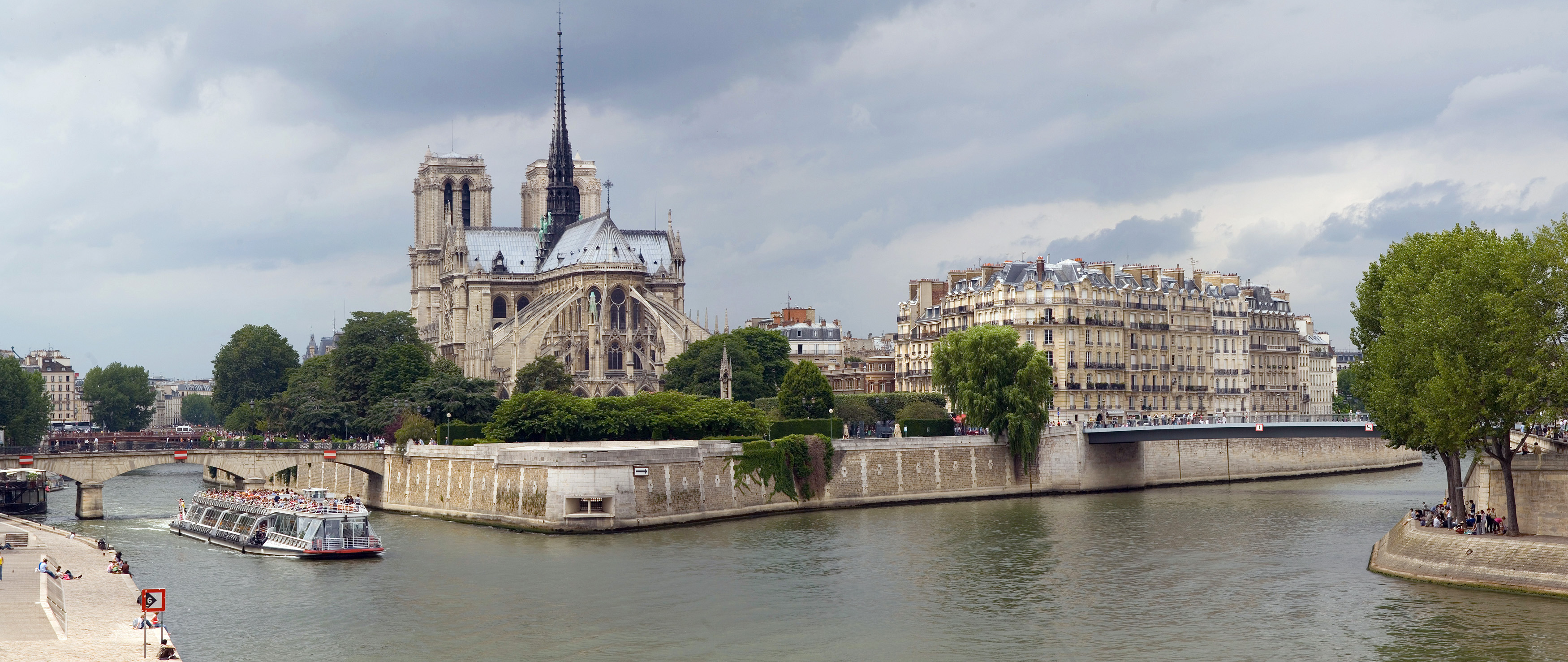
시테섬에 있는 노트르담 대성당

시테섬(프랑스어: Île de la Cité)은 프랑스 파리 센강에 있는 두 개의 자연 섬 가운데 하나로 행정 구역상으로는 파리 1구와 파리 4구에 속한다. 참고로 센강에 있는 하중도 가운데 시테섬과 생루이섬은 자연 섬이며 시뉴섬은 인공 섬이다. 섬 이름은 프랑스어로 "도시"를 뜻한다. 율리우스 카이사르가 쓴 갈리아 전기에 따르면 기원전 1세기 이 곳에 파리시족이 살고 있었다는 기록이 전한다.
파리의 발상지로 여겨지며 섬 안에는 노트르담 대성당과 생트샤펠 성당이 있다. 1850년대까지만 하더라도 이 곳에는 주택 단지와 상업 단지 밖에 없었지만 현재는 사법부 청사와 병원, 파리 경찰청 청사가 들어서 있다. 섬 최서단과 최북단에는 주택 단지가 들어서 있는데 이 곳은 16세기 수도원이 들어설 터로 선정되었다가 건설이 보류된 곳이었다.

## 지도

시테섬 지도